# شیران (شهر)
شیران (به ترکی استانبولی: Şiran) شهری است در کشور ترکیه که در استان گوموش‌خانه واقع شده‌است. جمعیت این شهر بر اساس سرشماری سال ۲۰۰۸ میلادی ۷٬۲۶۱ نفر و بر اساس برآوردهای سال ۲۰۰۹ میلادی ۷٬۰۱۱ نفر می‌باشد.